# Všesměrové kolo

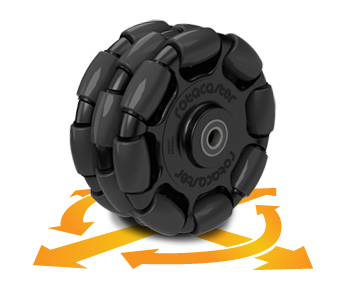
Všesměrové kolo

Všesměrová kola jsou kola s malými disky či válečky po obvodu, které jsou kolmé ke směru otáčení. Výsledkem je, že kolo může být poháněno dopředu a dozadu, ale bude také velmi snadno klouzat do stran.

## Popis funkce
U běžných kol je možný pohyb pouze v tečném směru k trajektorii (dráze), tj. kolmo k ose otáčení kola. Naproti tomu všesměrové kolo umožňuje nejen otáčení kolem své osy, ale i odvalování po tangentě, a to bez smykového tření. Skládá se z náboje, který je na obvodu opatřen valivými elementy. Náboj je pevně spojen s hřídelí. Osy elementů mohou být kolmé k ose otáčení kola (tzv. Stanfordské kolo), nebo s ní mohou svírat úhel 45° (tzv. kolo Illanator). V obou případech je poháněn pouze náboj, přičemž elementy se mohou volně otáčet. Podvozky se všesměrovými koly se mohou volně pohybovat ve všech směrech a v malých prostorách pohotově zatáčet nebo i dokonce rotovat. Podvozky jsou také schopny okamžité změny směru a to s nulovým poloměrem. Nevýhodou podvozku je nutná vysoká výrobní, montážní přesnost provedení kol a malá schopnost překonávání větších nerovností povrchu terénu.